# 王洪显
王洪显（？—？），自称是太原郡晋阳县（今山西省太原市）人，北魏、东魏官员。

## 生平
王洪显以奉朝请为起家官，出任持节、征虏将军、襄城郡太守，袭爵祝阿县开国子。元象元年（538年）七月，洛阳被东魏攻克，王洪显的堂兄王元轨占据洛阳，十二月，西魏权景宣、李延孙与是云宝等人袭击洛阳，王元轨弃城逃走。权景宣进而驻军于宜阳，攻克襄城郡，俘虏了王洪显，俘虏杀死五百多人。

## 家庭

### 曾祖
- 王次多，使持节、并肆二州诸军事、车骑大将军、并肆二州刺史、安昌公，赠使持节、骠骑大将军、并肆恒三州诸军事、安昌公[1]

### 祖父
- 王惠，内行内小、使持节、龙骧将军、槃阳镇将[1]

### 父亲
- 王老生，北魏抚军将军、广平清河广宗三郡太守，赠使持节、车骑大将军、都督冀定瀛相四州诸军事、相州刺史、祝阿县开国子[1]

### 兄弟
- 王光显，北齐宁远将军、定远郡太守、太原男[1]